# Кавенцкий, Радослав
Радослав Кавенцкий (пол. Radosław Kawęcki; родился 16 июля 1991 года, Глогув, Польша) — польский пловец, специализирующийся в плавании на спине. Двукратный серебряный призёр чемпионатов мира. Четырёхкратный чемпион мира на короткой воде. Многократный чемпион Европы на длинной и короткой воде.

## Биография
Родился в городе Глогув, Польша. Впервые стал известен после чемпионата мира по водным видам спорта 2011 года в Шанхае. Участвовал на дистанциях 100 и 200 метров на спине. На дистанции 200 метров в первом раунде, проплыв за 1 минуту и 57,97 секунды, занял 8 место и вышел в полуфинал. В полуфинале, проплыв за 1 минуту и 57,15 секунды, занял пятое место и вышел в финал. В финале проплыл за 1 минуту и 57,33 секунды, таким образом занял 5 место. На дистанции 100 метров в первом раунде, проплыв за 55,01 секунды, занял 28 место и не прошёл в полуфинал.
Участник чемпионата Европы по водным видам спорта 2012 года в Дебрецене. Плыл на дистанции 200 метров на спине. В первом раунде, проплыв за 1 минуту и 58,79 секунды, занял первое место и вышел в полуфинал. В полуфинале, проплыв за 1 минуту и 56,68 секунды, занял второе место и вышел в финал. В финале проплыл за 1 минуту и 55,28 секунды, таким образом, завоевал золотую медаль, установил рекорд чемпионатов и рекорд Польши на этой дистанции.
Участник Летних Олимпийских игр 2012 года в Лондоне. Плыл на дистанции 200 метров на спине. В первом раунде, проплыв за 1 минуту и 58,18 секунды, занял 14 место и вышел в полуфинал. В полуфинале, проплыв за 1 минуту и 56,74 секунд, занял пятое место и вышел в финал. В финале проплыл за 1 минуту и 55,59 секунды, таким образом занял 4 место.
Участник чемпионата мира по водным видам спорта 2013 года в Барселоне. Плыл на дистанциях 100 и 200 метров на спине. На дистанции 200 метров в первом раунде, проплыв за 1 минуту и 57,99 секунды, занял 11 место и вышел в полуфинал. В полуфинале, проплыв за 1 минуту и 56,14 секунды, занял 3 место и вышел в финал. В финале проплыл за 1 минуту и 54,24 секунды, таким образом завоевал серебряную медаль, установил рекорд Европы и рекорд Польши на этой дистанции, уступил американцу Райану Лохте На дистанции 100 метров в первом раунде, проплыв за 54,20 секунды, занял 10 место и вышел в полуфинал.. В полуфинале, проплыв за 53,82 секунды, занял 9 место и не прошёл в финал.
Участник чемпионат Европы по водным видам спорта 2014 года в Берлине. Плыл на дистанциях 100 и 200 метров на спине. На дистанции 200 метров в первом раунде, проплыв за 1 минуту и 59,94 секунды, занял шестое место и вышел в полуфинал. В полуфинале, проплыв за 1 минуту и 57,35 секунды, занял первое место и вышел в финал. В финале проплыл за 1 минуту и 56,02 секунды, таким образом, завоевал золотую медаль. На дистанции 100 метров в первом раунде, проплыв за 55,29 секунд, занял 12 место и вышел в полуфинал. В полуфинале, проплыв за 54,92 секунд, занял 10 место, в финал не прошёл.
Участник чемпионата мира по водным видам спорта 2015 года в Казани. Плыл на дистанциях 100 и 200 метров на спине. На дистанции 100 метров в первом раунде, проплыв 1 минуту и 58,09 секунды, занял 13 место и вышел в полуфинал. В полуфинале, проплыв за 1 минуту и 55,54 секунд, занял четвёртое место и вышел в финал. В финале проплыл за 1 минуту и 54,55 секунды, таким образом завоевал серебряную медаль, уступив австралийцу Митчу Ларкину. На дистанции 100 метров не прошёл в полуфинал, проплыв в первом раунде за 54,20 секунды, занял лишь 18 место.
На чемпионате Европы, в декабре 2019 года, в Глазго, на короткой воде, на дистанции 200 метров на спине, польский пловец одержал победу с результатом 1:49,26.  